# Fordyceara
× Fordyceara, (abreviado Fdca) en el comercio, es un híbrido intergenérico entre los géneros de orquídeas Brassavola × Cattleya × Epidendrum × Tetramicra. Fue publicado en Orchid Rev. 104: 166 (1996).